# Sam Tanenhaus
Sam Tanenhaus (31 de octubre de 1955) es un historiador, biógrafo y periodista estadounidense. Actualmente es escritor de Prospect.

## Primeros años
Tanenhaus recibió su licenciatura en inglés de Grinnell College en 1977 y una maestría en literatura inglesa de la Universidad Yale en 1978. Sus hermanos incluyen al psicolingüista Michael Tanenhaus, la cineasta Beth Tanenhaus Winsten y el historiador legal David S. Tanenhaus.

## Carrera
Tanenhaus fue editor asistente en The New York Times de 1997 a 1999 y editor colaborador en Vanity Fair desde 1999 hasta 2004. Desde abril de 2004 hasta abril de 2013 se desempeñó como editor de The New York Times Book Review. Ha escrito muchos artículos destacados para esa publicación, incluida una retrospectiva de 10 años sobre la política del centrismo radical. Su biografía de 1997 de Whittaker Chambers ganó el premio del libro de Los Angeles Times y fue finalista tanto del premio nacional del libro de no ficción como del premio Pulitzer de biografía. Desde 2019, Tanenhaus es profesor invitado en el St. Michael's College de la Universidad de Toronto, donde imparte cursos de forma virtual sobre política estadounidense y estudios de medios.

## Vida personal
Tanenhaus vivió anteriormente en Tarrytown, Nueva York con su esposa. Actualmente, reside en Essex, Connecticut.